# Любомирська Марія Федорівна
Маріанна Ельжбета Любомирська, або Марія Федорівна Любомирська (пол. Marianna Lubomirska; у першому шлюбі Потоцька, у другому — графиня Зубова, у третьому — Уварова; 16 липня 1773 — 15 березня 1810) — польська шляхтянка, відома красуня свого часу, дружина Антонія Протазія (Прота) Потоцького, графа Валеріана Зубова і генерала Федора Уварова.

## Біографія
Старша дочка багатого князя Каспера Любомирського (1724—1780), котрий володів, серед інших волинських містечок, містом Звягель, і Барбари — онуки коронного гетьмана Ієроніма Любомирського. Народилася в місті Хмільнику, де батько обіймав посаду старости. В молодих роках стала дружиною шляхетного негоціанта Антонія (Прота) Потоцького (1761—1801), власника Чуднова. Заробивши статок на чорноморській торгівлі, Потоцький купив титул київського воєводи, після розділу Польщі присягнув на вірність Російської імперії.
Шлюб був нетривалим: Любомирська покинула чоловіка заради молодого графа Валеріана Зубова (1771—1804), з яким познайомилася у Варшаві 1792 року. Жила з ним відкрито, без формального розлучення з чоловіком. У жовтні 1794 року, беручи участь у придушенні польського повстання, генерал-майор Зубов утратив ліву ногу. Відомості про трагедію дійшли до Катерини II, яка просила пораненого красеня повернутися до столиці. На початку 1795 року Потоцька переїхала разом із Зубовим до Петербурга.
Прийнятий при дворі як герой, він був обсипаний почестями. Імператриця підвищила його у званні до генерал-лейтенанта і подарувала палац на Мільйонній, 22. У березні 1796 року в Москві Потоцька народила позашлюбного сина, названого Платоном, на честь Зубова-старшого. Оговтавшись від пологів, вона пішла за Зубовим у Перський похід, де поділяла з ним всі труднощі військового життя. При Павлові I жила з Зубовим в його маєтках під Москвою або Петербургом.

## Графиня Зубова
У 1801 році помер чоловік Марії, залишивши їй багату спадщину. Через два роки вона офіційно одружилася з графом Зубовим. Чоловік часто хворів, а графиня мала великий успіх у суспільстві. Тадей Булгарін згадував:
|  | Як два дорогоцінні алмази в багатому намисті, сяяли у вищому суспільстві дві польки-красуні, Марія Антонівна Наришкіна і графиня Зубова, між багатьма російськими красунями... Графиня Зубова була невеликого зросту, жива, весела, мала в своєму характері багато амазонського, і відрізнялася швидким розумом. |

Графиня була оточена натовпом прихильників, з якими мала відносини. Серед них виділялися князі-генерали Олексій Щербатов і Петро Долгоруков (1777—1806). Останній у травні 1803 року стрілявся через неї на дуелі з Миколою Бороздіним і був серйозно поранений в ногу. Лікарі довго сумнівалися в одужанні Долгорукова і навіть хотіли ампутувати йому ногу. Пізніше, в 1806 році, раптова смерть Долгорукова не засмутила Зубову. Дізнавшись про його смерть, вона того ж дня веселилася на балу, чим здивувала вищий світ. Маючи великі здібності до танців, вона славилися своїм виконанням особливого танцю «па-де-шаль», і весь Петербург їздив дивитися, як вона танцює. Поет Сергій Марін писав Михайлу Воронцову в 1803 році:
|  | Завтра у Кутайсова спектакль - бал і ще щось таке, тобто графиня Марія Зубова танцює шаль. Мені б дуже хотілося подивитися, але ти, що, прикро, заиинила двері мені до цього будинку. Що почую, то й напишу. |

## Останні роки
У червні 1804 року графиня Зубова овдовіла вдруге. Вона відмовилася від спадщини, на яку мала законне право, й оформила довіреність на братів Зубових, яка дозволяла їм здійснювати будь-які угоди з власністю її чоловіка з умовою щорічної допомоги до кінця днів своїх у розмірі 24 000 рублів. Багато галасу в вищому світі зробив її зв'язок з князем Павлом Гагаріним (1777—1850), який на той час був одружений з Ганною Лопухіною, фавориткою покійного імператора Павла. Імператриця Єлизавета Олексіївна в травні 1805 року писала:
|  | Сьогодні рік, як почався пристрасний роман князя Гагаріна з графинею Зубовою, і який дивний збіг, що вони обидва так рано овдовіли, чоловік і дружина одного і іншого померли дуже молодими і повними здоров'я. |

Наприкінці 1805 року графиня одружилася втретє — з генерал-ад'ютантом шефа Кавалергардського полку Федором Петровичем Уваровим (1769—1824), досить наближеним до Олександра I. З перших днів шлюбу вона оголосила чоловікові, що продовжить вести той спосіб життя, який вела під час вдівства. Вона збирала гурток своїх залицяльників, і, як зауважував у своїх мемуарах граф Олександр Бенкендорф, «підтримувана клопотами й порадами своєї подруги графині О. М. Мантейфель, повністю скинула маску, яка надихала довіру до неї її чоловіка». Граф О. Х. Бенкендорф зізнавався, що він сам користувався моментами, коли Уваров був при дворі, і приходив до Марії Федорівни говорити про любов, — «Вона була одна з найзвабливіших і найспритніших жінок, і як більшість інших, я був без пам'яті в неї закоханий».
Марія Уварова "була красуня ні за грецьким зразком, ні за якими іншими пластичним зразками. Живописець і художник, можливо, не захотіли б присвятити їй ні пензля свого; ні різця: адже могутність і чарівність принад її залишилися б для них невловимими. Хто знав її ближче, бачив в ній й інші властивості, що надавали, принаймні для незнайомих, відхилення від громадської дисципліни. Вона була прекрасно добра, благодійна і чесна, якщо не дружина, то жінка, навіть побожна в своєму роді. І побожність її, не дивлячись на її захоплення і слабкості, не була в ній ні ханжеством, ні обманом, ні лицемірством. За власним визнанням її, в фізичному організмі її не було вроджених властивостей, що пояснюють її захоплення. Зародки цих захоплень були в серці її, виростали і дозрівали в голові і остаточно розвивалися на ґрунті польської натури ".
Останні роки життя вона багато хворіла і була розбита паралічем. Померла в березні 1810 року, залишивши Уварову великий спадок, отриманий від батька і першого чоловіка. Похована в Сергієвій пустині, поблизу Петербурга, поряд з родовою усипальницею Зубових; над могилою її було поставлено мармуровий бюст.

## Діти
Від перших двох чоловіків народила:
- Емілія Потоцька (1790-18 ?), у першому шлюбі одружена з генерал-майором польської служби Юзефом Калиновським (пом. 1825), у другому — з підполковником Євграфом Челіщевим.
- Платон Валеріанович Зубов (нар. 29.03.1796 — пом. 23.09.1800), похований у Сергієвій пустелі в родовій усипальниці Зубових.

Її молодша сестра Жозефіна Любомирська (нар. 1778 — пом. 1851) від першого чоловіка Адама Валевського мала доньку Ізабеллу, яка стала дружиною директора імператорських театрів князя Сергія Гагаріна. Другим чоловіком Жозефіни був генерал Іван Вітт.